# آکسلیس
آکسلیس (انگلیسی: Axcelis) شرکت فناوری اطلاعات آمریکایی است، که در سال ۱۹۹۵ تأسیس شد.